# Slawa-Jekateriny-Klasse
Die Slawa-Jekateriny-Klasse war eine Klasse von fünf nominell 66-Kanonen-Linienschiffen der Schwarzmeerflotte der Kaiserlich Russischen Marine, die von 1783 bis 1800 in Dienst stand.

## Allgemeines
Die Klasse wurde von dem Schiffbauingenieur A. S. Katassanow entworfen war die erste für die russische Marine im Schwarzen Meer gebaute Klasse von Linienschiffen. Ihre Bewaffnung und Abmessungen entsprachen der für die Baltische Flotte, zwischen 1772 und 1797, gebauten 66-Kanonen-Linienschiffen der Asia-Klasse.

## Einheiten
| Name                                                 | Bauwerft        | Kiellegung        | Stapellauf         | Verbleib |
| ---------------------------------------------------- | --------------- | ----------------- | ------------------ | --- |
| Slawa Jekateriny (Слава Екатерины)                   | Arsenal Cherson | 26. Mai 1779      | 16. September 1783 | Außerdienststellung 1791 und 1794 abgebrochen                                                                                     |
| Swjatoi Pawel (Святой Павел)                         | Arsenal Cherson | 9. Juni 1780      | 12. Oktober 1784   | Außerdienststellung 1791 und 1794 abgebrochen                                                                                     |
| Marija Magdalina (Мари́я Магдали́на)                   | Arsenal Cherson | 28. Juni 1781     | 16. Mai 1785       | Nach Sturmschäden gestrandet und durch die Osmanen am 13. September 1787 erbeutet als Kerem-i Badi in Dienst, letzte Nennung 1790 |
| Alexander (Александр)                                | Arsenal Cherson | 9. September 1780 | 15. Mai 1786       | Im Sturm gesunken am 24. September 1786                                                                                           |
| Wladimir (Владимир) Swjatoi Wladimir Kniaz' Wladimir | Arsenal Cherson | 9. Juli 1780      | 15. Mai 1787       | Außerdienststellung 1800 und 1804 abgebrochen                                                                                     |

## Technische Beschreibung
Die Klasse war als Batterieschiff mit zwei durchgehenden Geschützdecks konzipiert und hatte eine Länge von 47,27 Metern (Geschützdeck), eine Breite von 12,65 Metern und einen Tiefgang von 5,79 Metern. Sie war ein Rahsegler mit drei Masten (Fockmast, Großmast und Kreuzmast). Der Rumpf schloss im Heckbereich mit einem Heckspiegel, in den Galerien integriert waren, die in die seitlich angebrachten Seitengalerien mündeten.
Die Bewaffnung der Klasse bestand bei Indienststellung aus 68 Kanonen, wobei sich die Anzahl von diesen und das Kaliber im Laufe ihrer Dienstzeit veränderten.
|        | Unteres Batteriedeck                      | Oberes Batteriedeck                       | Backdeck               | Achterdeck             | Kanonen (Geschossgewicht) |
| ------ | ----------------------------------------- | ----------------------------------------- | ---------------------- | ---------------------- | ------------------------- |
| Design | 26 × 30-Pfünder-Kanonen                   | 26 × 12-Pfünder-Kanonen                   | 16 × 6-Pfünder-Kanonen | 16 × 6-Pfünder-Kanonen | 68 Kanonen (293,67 kg)    |
| 1798   | 24 × 30-Pfünder-Kanonen 2 × 1-Pud-Licorne | 24 × 12-Pfünder-Kanonen 2 × ½-Pud-Licorne | 18 × 8-Pfünder-Kanonen | 18 × 8-Pfünder-Kanonen | 70 Geschütze (311,47 kg)  |